# 王淐
王 淐（おう しょう）は、高麗王（在位：1269年）。初名は侃。高宗の子で元宗の弟。父の高宗から安慶公に封じられた。
1269年（元宗10年）6月に武臣林衍・林惟茂父子らは元宗を廃し、安慶公王淐を高麗王とした。林衍は教定別監として権力の座についた。しかし、元朝からの軍事圧力により、王淐は廃され、元宗が再び王権を握った。

## 子女
- 漢陽公 王儇（忠烈王の次女の明順院妃の夫で、桂陽侯王侊の父）